# سزمیتسه
سزمیتسه (به چکی: Sezemice) یک منطقهٔ مسکونی و شهرستان دارای شهرک سابقاً روستا در جمهوری چک است که در ناحیه پاردوبیتسه واقع شده‌است. سزمیتسه ۳٬۱۱۵ نفر جمعیت دارد.

## نگارخانه

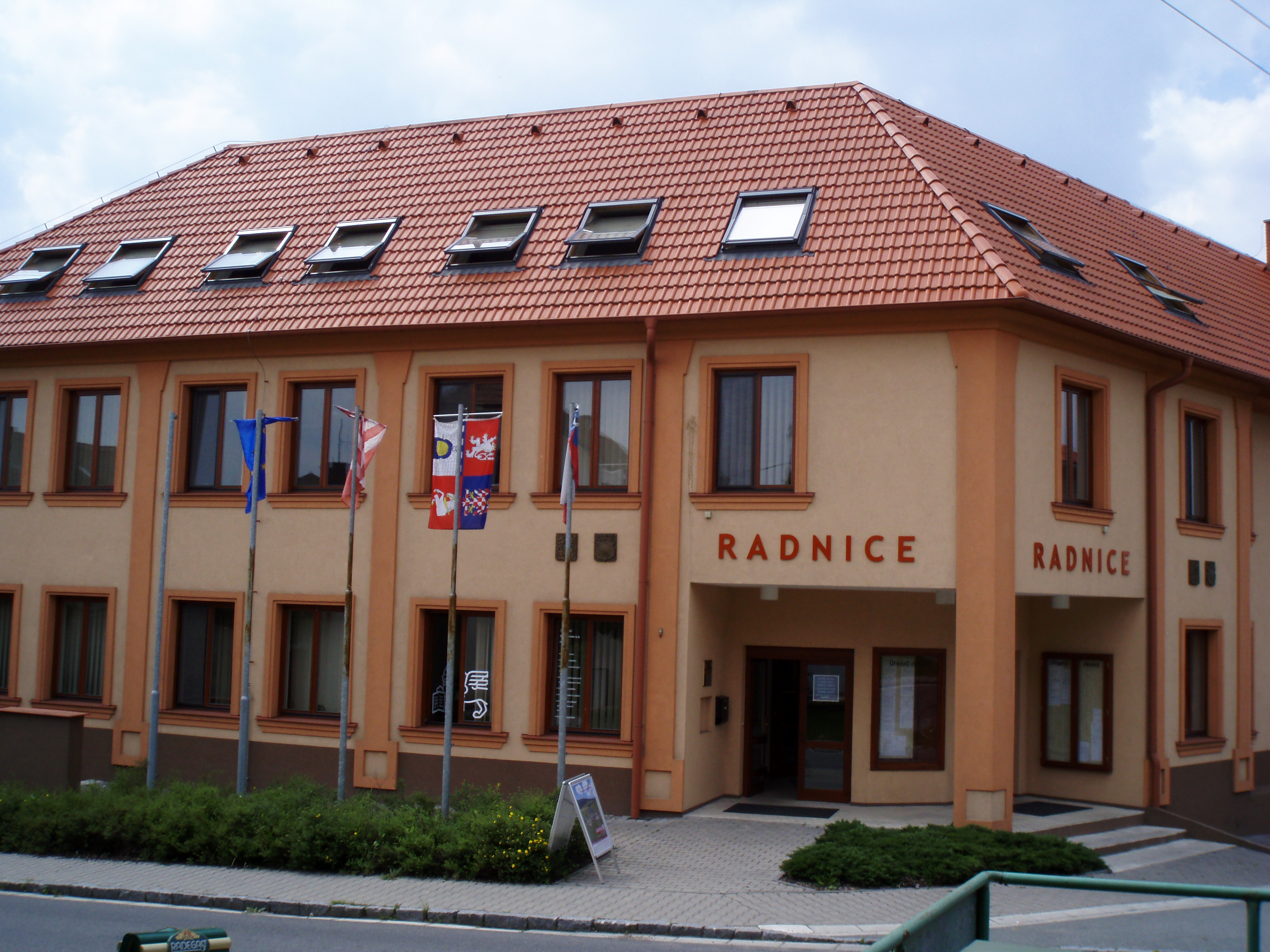
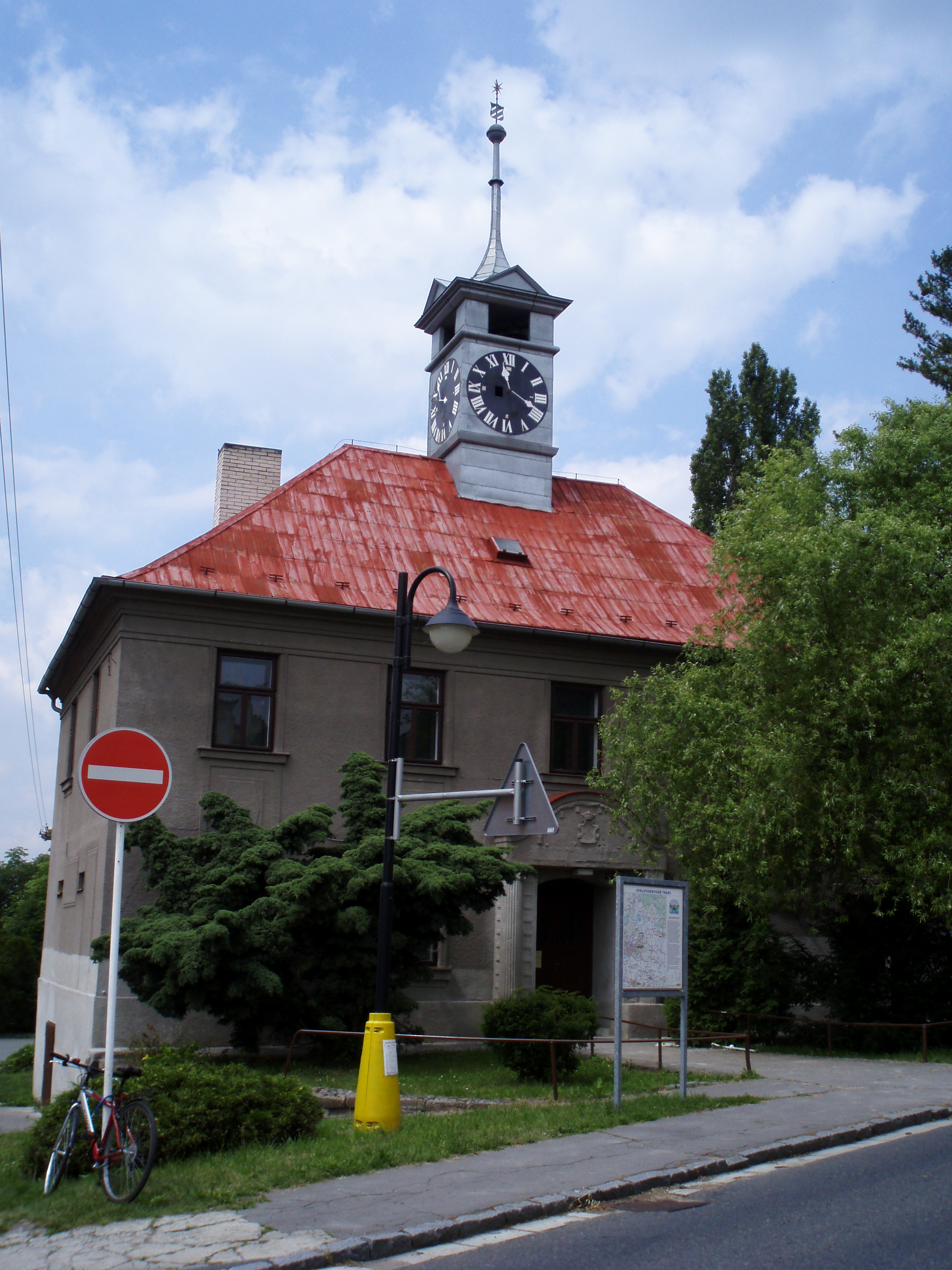
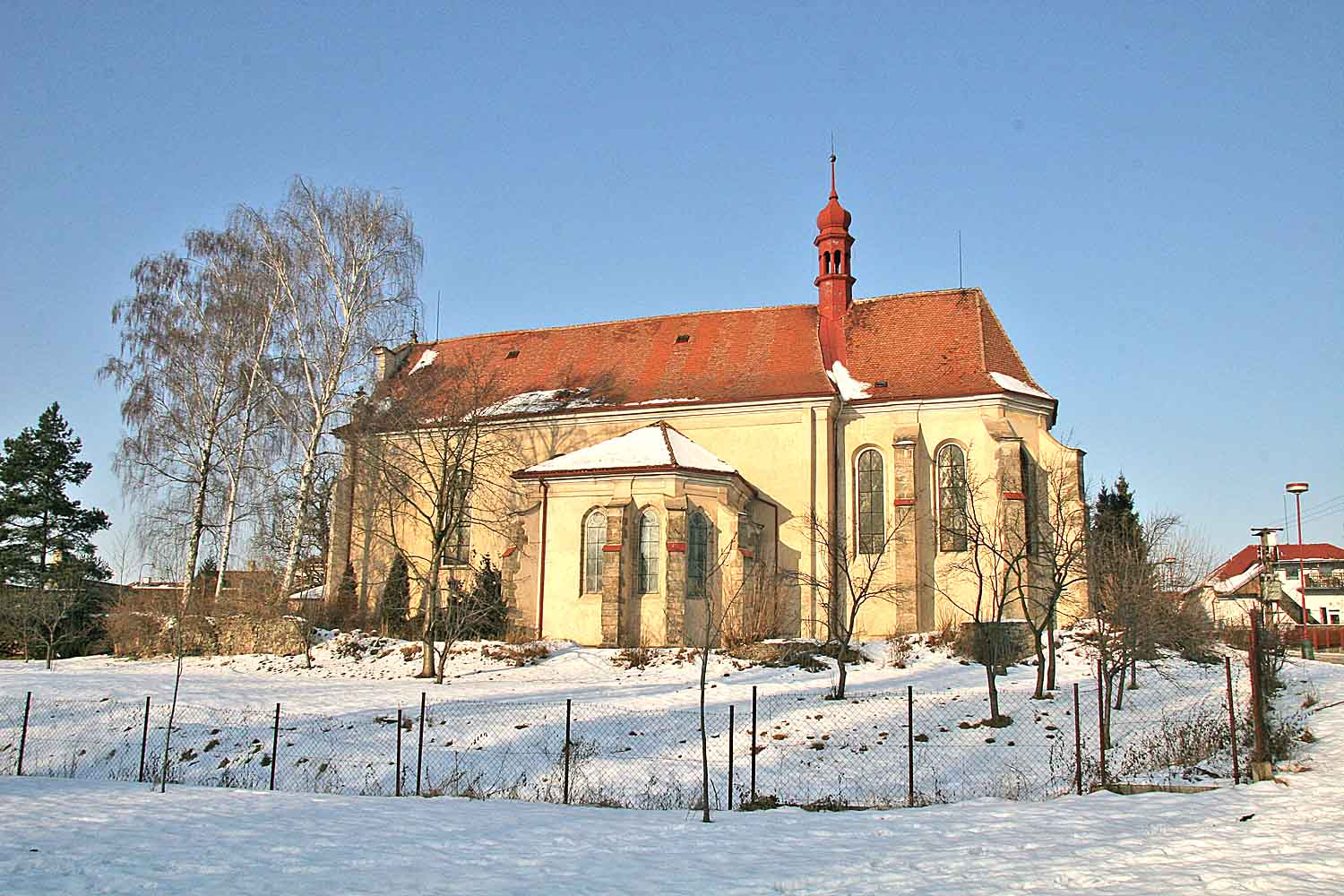
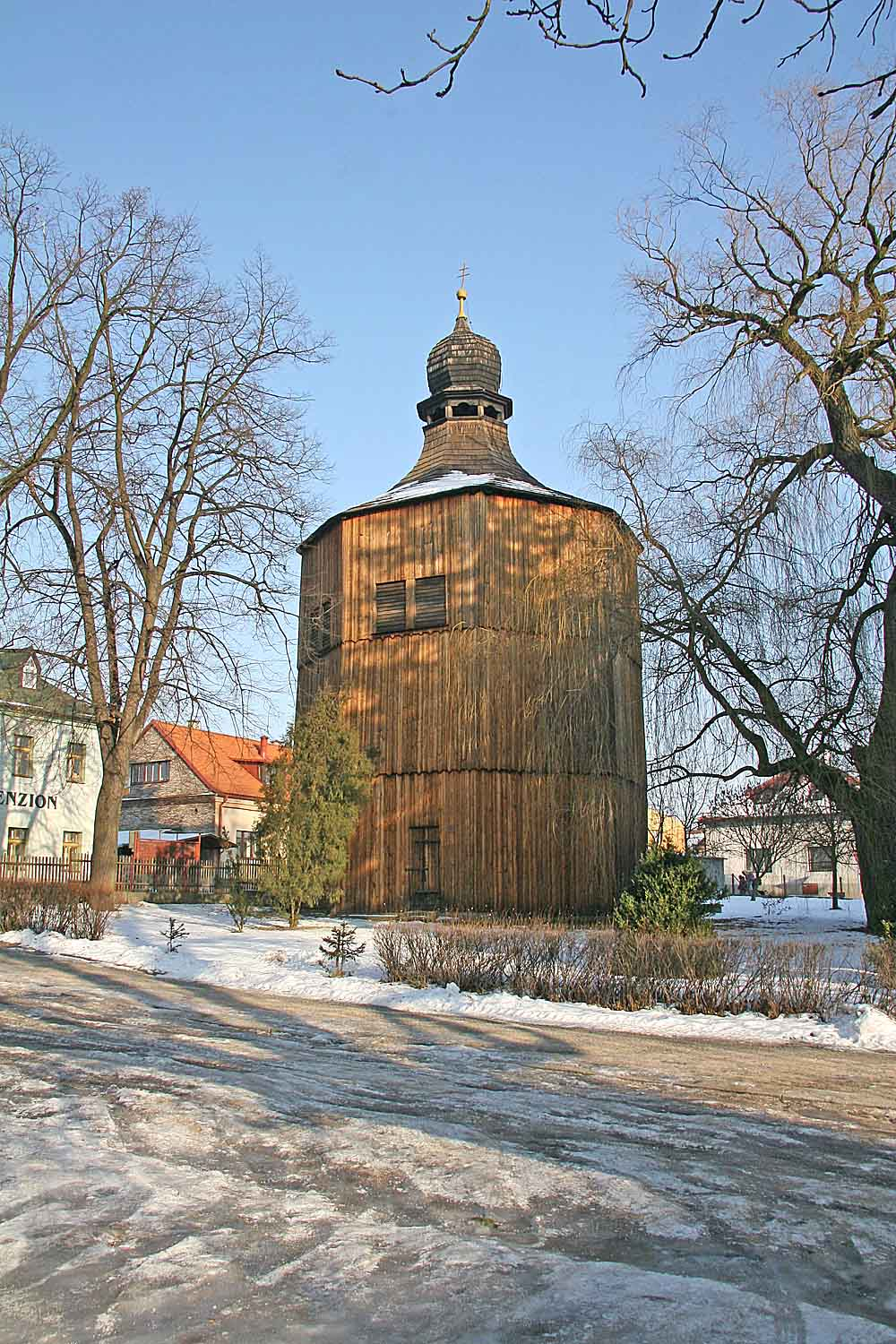